# Herman Shumlin

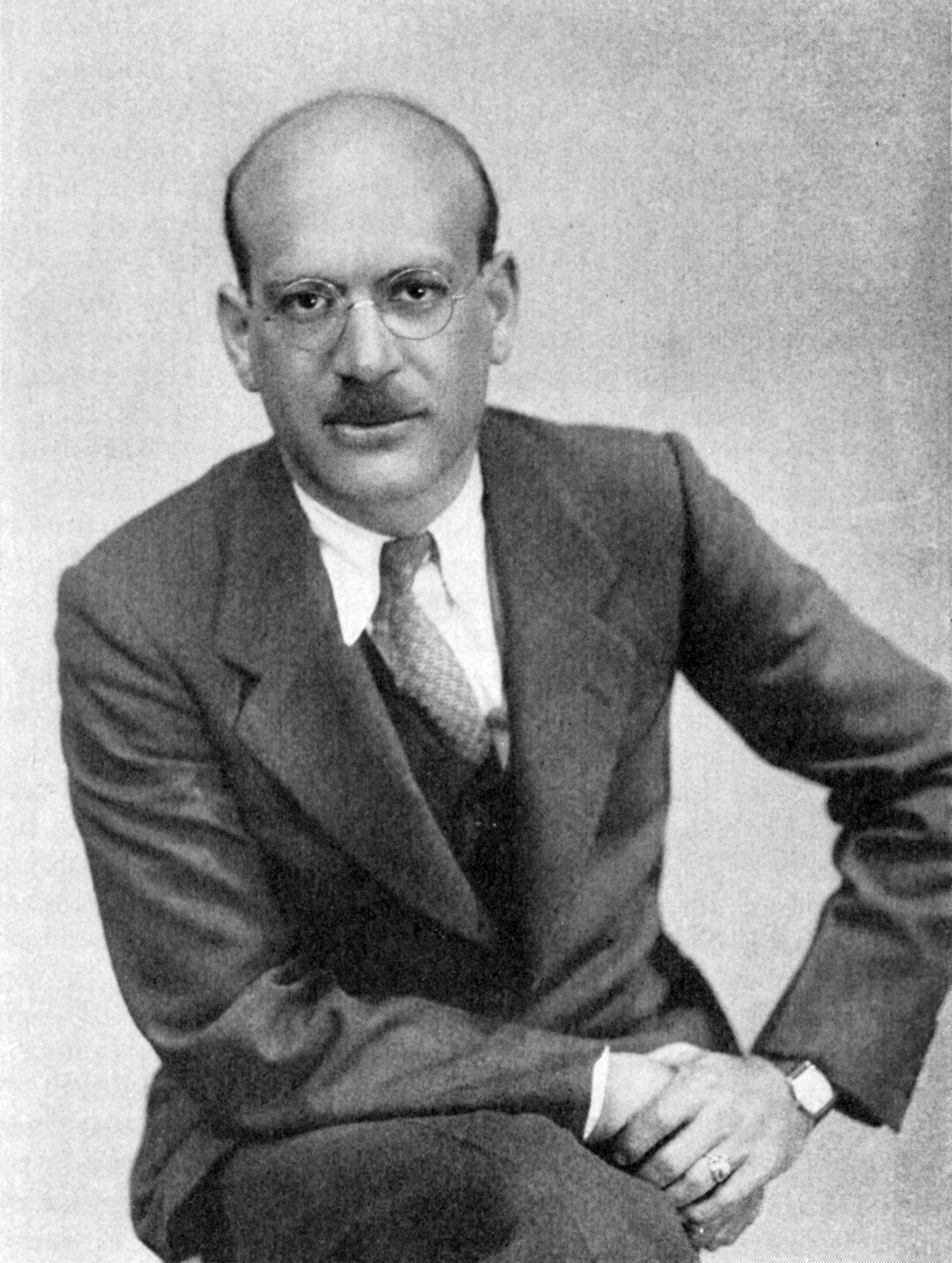
Herman Shumlin

Herman Shumlin (* 6. Dezember 1898 in Atwood, Colorado; † 4. Juni 1979 in New York City, New York) war ein US-amerikanischer Theaterproduzent und Regisseur, der mit seinen Broadway-Produktionen bekannt wurde. Er wirkte auch als Regisseur und Filmproduzent zweier Filme. Herman Shumlin war Mentor und früher Arbeitgeber des später profilierten Broadway Theaterproduzenten David Merrick.

## Leben
Herman Shumlins Karriere begann 1927 mit Celebrity und endete 1974 nach 45 Broadway-Produktionen mit einer Filmadaption des Theaterstücks As You Like It (Wie es Euch gefällt). Zu seinen erfolgreichsten Inszenierungen gehörten Die kleinen Füchse (1939/40), Menschen im Hotel (1930) und Wer den Wind sät (1955–1957) mit Paul Muni.
Er führte in zwei Filmen Regie: Eine Adaption seiner Broadway-Inszenierung Die Wacht am Rhein (Watch On The Rhine) von 1943 und Jagd im Nebel (Confidential Agent) nach Graham Greene von 1945.
1964 wurde er für Der Stellvertreter mit einem Tony Award ausgezeichnet.